# 30. červenec
30. červenec je 211. den roku podle gregoriánského kalendáře (212. v přestupném roce). Do konce roku zbývá 154 dní. Svátek slaví Bořivoj.

## Události

### Česko
- 1119 – Prahou se prohnalo jedno z nejsilnějších tornád v historii Česka.
- 1419 – První pražská defenestrace: Pražský lid vedený knězem Janem Želivským podnikl útok na Novoměstskou radnici. Přítomné konšely shodili z oken a ubili. Touto událostí začínají husitské revoluce.
- 1950 – Otevřena lidová Hvězdárna Vsetín.
- 1970 – Byla vyhlášena CHKO Žďárské vrchy.
- 1971 – František Venclovský jako první Čech přeplaval kanál La Manche.
- 2005 – Policie za podpory premiéra Jiřího Paroubka rozehnala technofestival CzechTek 2005, který se ilegálně uskutečnil v Mlýncích na Tachovsku.

### Svět
- 1932 – V Los Angeles byly zahájeny X. Letní olympijské hry.
- 1942 – Začala Bitva o Ržev.
- 1945 – Druhá světová válka: Při potopení amerického těžkého křižníku USS Indianapolis japonskou ponorkou zahynulo asi 880 amerických námořníků.
- 1971 – Program Apollo: Apollo 15 – David Scott a James Irwin přistáli s prvním měsíčním vozidlem na Měsíci.
- 1977 – Pád meteoritu na ostrově Madagaskar vyhloubil kráter o průměru cca 100 m.
- 1980
  - Vanuatu získalo nezávislost
  - Izraelský Kneset schválil tzv. Jeruzalémský zákon, který prohlásil Jeruzalém za hlavní město Izraele.
- 2025 – Na poloostrově Kamčatka se odehrálo zemětřesení o síle 8,8 stupně Richterovy škály, které později vyvolalo vlnu tsunami.

## Narození
Viz též Kategorie:Narození 30. července — automatický abecedně řazený seznam.

### Česko

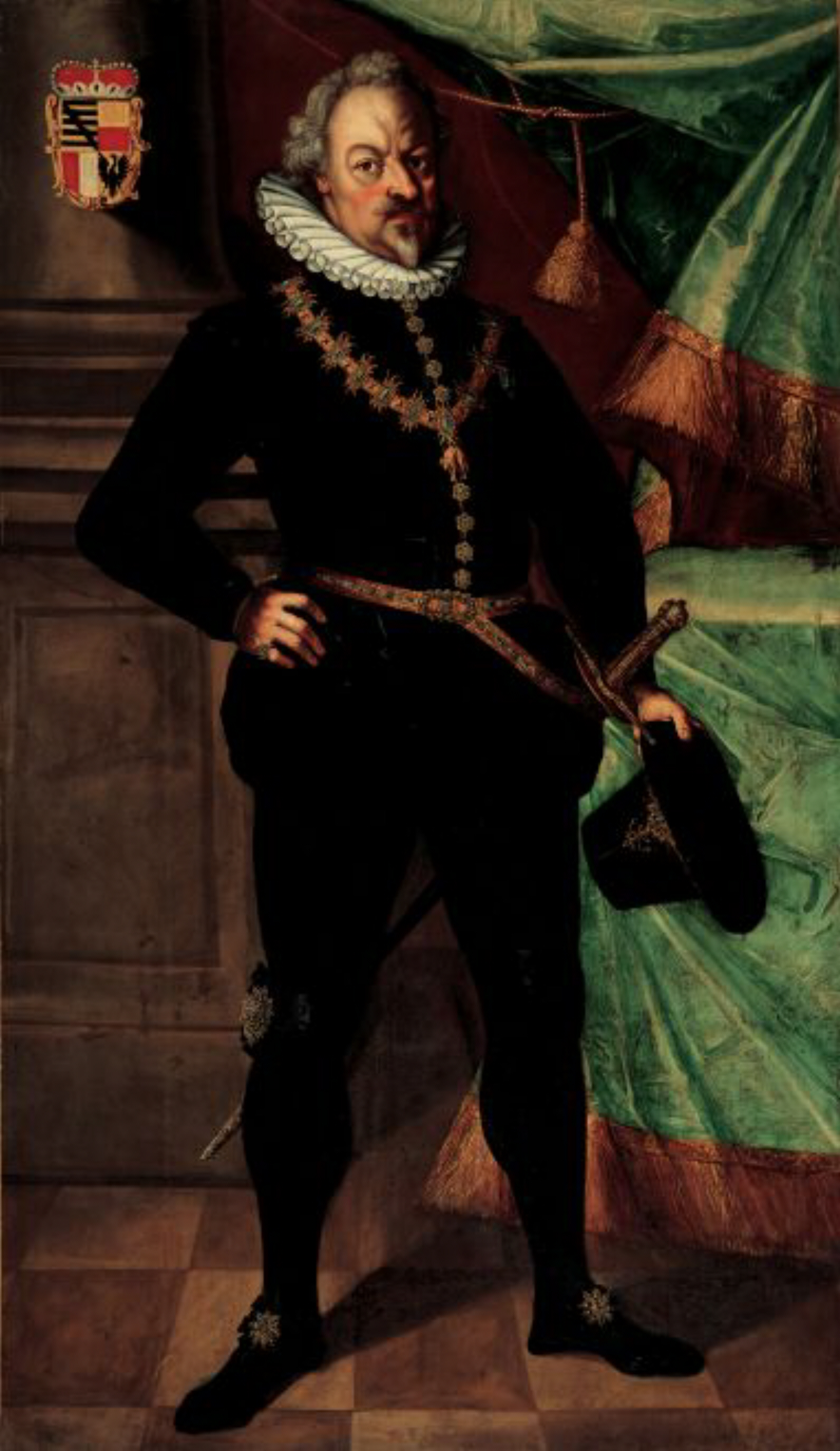
Karel I. z Lichtenštejna (* 1569)

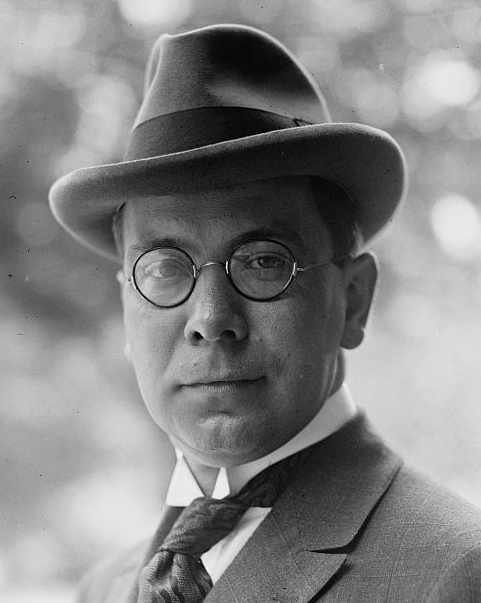
František Chvalkovský (* 1885)

- 1561 – Jan V. z Pernštejna, šlechtic († 30. září 1597)
- 1569 – Karel I. z Lichtenštejna, šlechtic a zemský místodržící († 12. února 1627)
- 1815 – Karel Javůrek, malíř († 23. března 1909)
- 1832 – Antonín Frič, přírodovědec, geolog a paleontolog († 15. listopadu 1913)
- 1836 – Gustav Trautenberger, evangelický duchovní, církevní historik († 25. června 1902)
- 1841 – Berta Mühlsteinová, básnířka a spisovatelka († 24. srpna 1887)
- 1842 – Vojtěch Hřímalý mladší, houslista a skladatel († 15. června 1908)
- 1850 – Antonín Popp, sochař, medailér († 10. června 1915)
- 1862 – Božena Viková-Kunětická, politička, spisovatelka a dramatička († 18. března 1934)
- 1866 – Alfons Bohumil Šťastný, spisovatel a překladatel († 24. března 1922)
- 1877 – Alois Král, speleolog († 27. února 1972)
- 1885 – František Chvalkovský, politik a diplomat († 25. února 1945)
- 1891 – Jaroslav Jedlička, lékař, zakladatel oboru pneumologie († 14. prosince 1974)
- 1892 – Vratislav Vycpálek, hudební vědec, skladatel a folklorista († 9. října 1962)
- 1900 – Vojtěch Tittelbach, malíř a grafik († 16. září 1971)
- 1913 – Vladimír Slánský, vojenský pilot († 24. srpna 1993)
- 1929 – Jaroslav Čermák, příslušník francouzského protinacistického odboje, oběť komunismu († 10. března 2011)
- 1930 – Miloslav Rechcigl, biochemik a spisovatel
- 1931 – Jan Teplý, herec († 25. února 2007)
- 1932 – Alena Vránová, herečka, zpěvačka a dabérka
- 1938 – Jiří Třešňák, politik a lékař
- 1939 – Alois Švehlík, herec a divadelní pedagog († 2. dubna 2025)
- 1941 – Jan Kratochvíl, malíř, sochař, dramatik a teoretik výtvarného umění († 25. července 1997)
- 1942 – Jiří Karas, politik a diplomat
- 1944 – Ladislav Hojný, akademický malíř, ilustrátor, grafik a typograf
- 1951 – Bohumír Janský, geograf a hydrolog
- 1952 – Jiří Kohoutek, archeolog a historik († 5. listopadu 2007)
- 1953
  - Vladimír Beneš, lékař, specializací neurochirurg,
  - Marian Palla, prozaik, básník, výtvarník, publicista a recesista
- 1955 – Stanislav Huml, sociálnědemokratický politik a bývalý policista
- 1967 – Libor Barta, lední hokejista
- 1981 – Lucie Štěpánková, herečka
- 1988 – Hana Svobodová, modelka
- 1991 – Radan Lenc, lední hokejista

### Svět

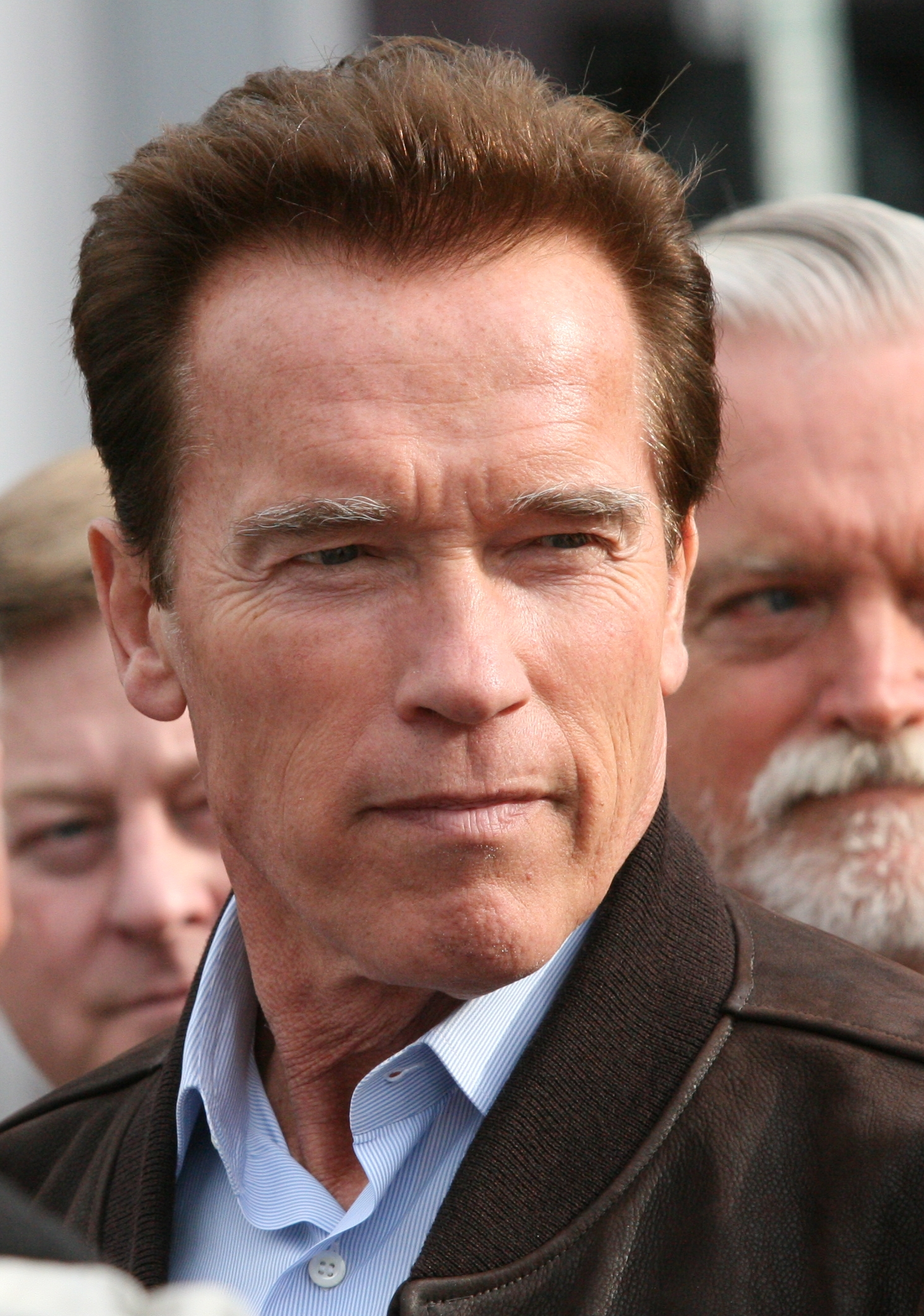
Arnold Schwarzenegger (* 1947)

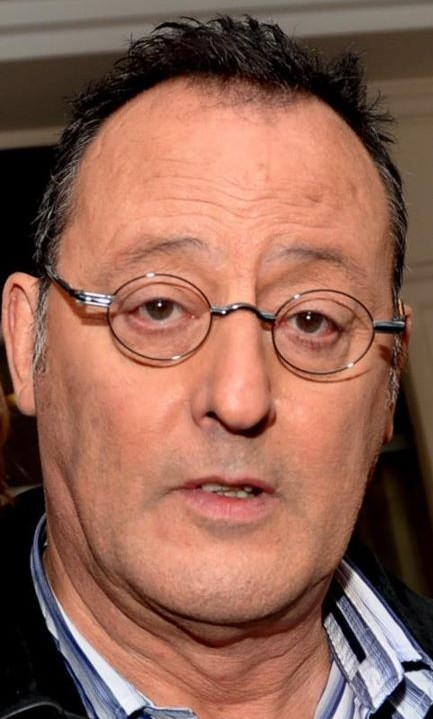
Jean Reno (* 1948)

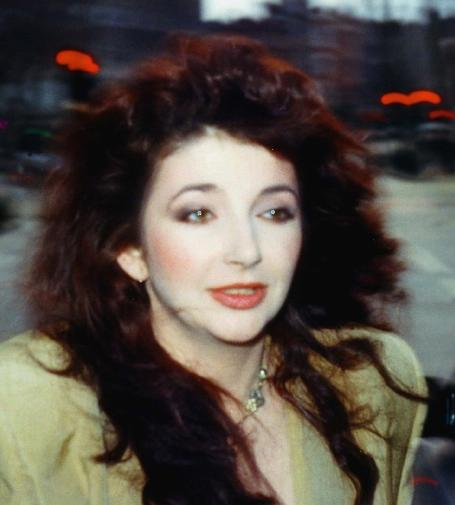
Kate Bushová (* 1958)

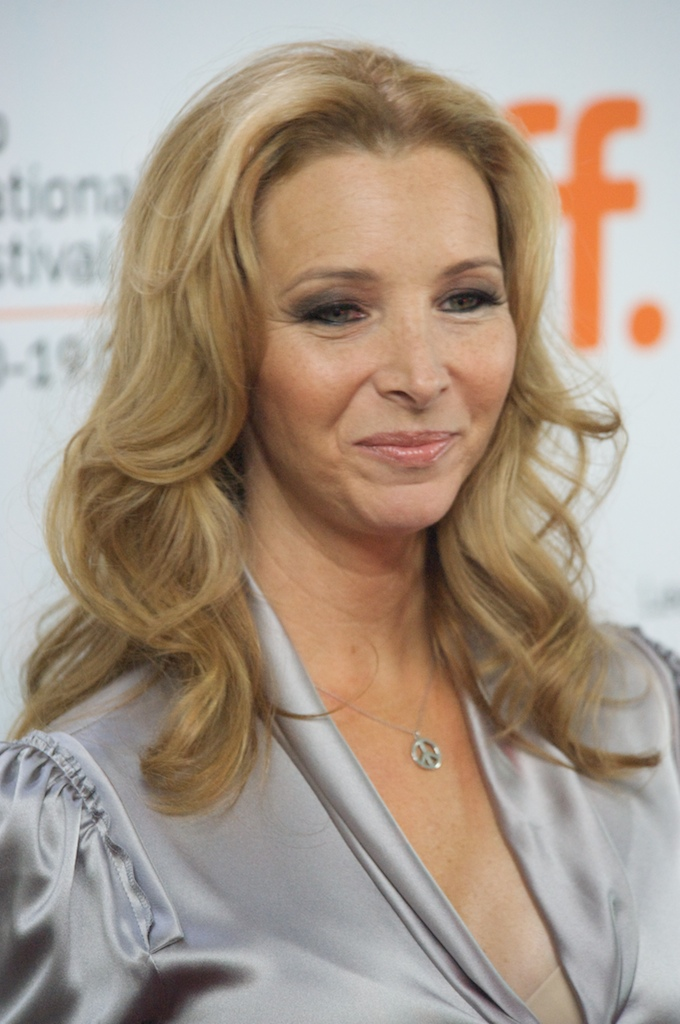
Lisa Kudrow (* 1963)

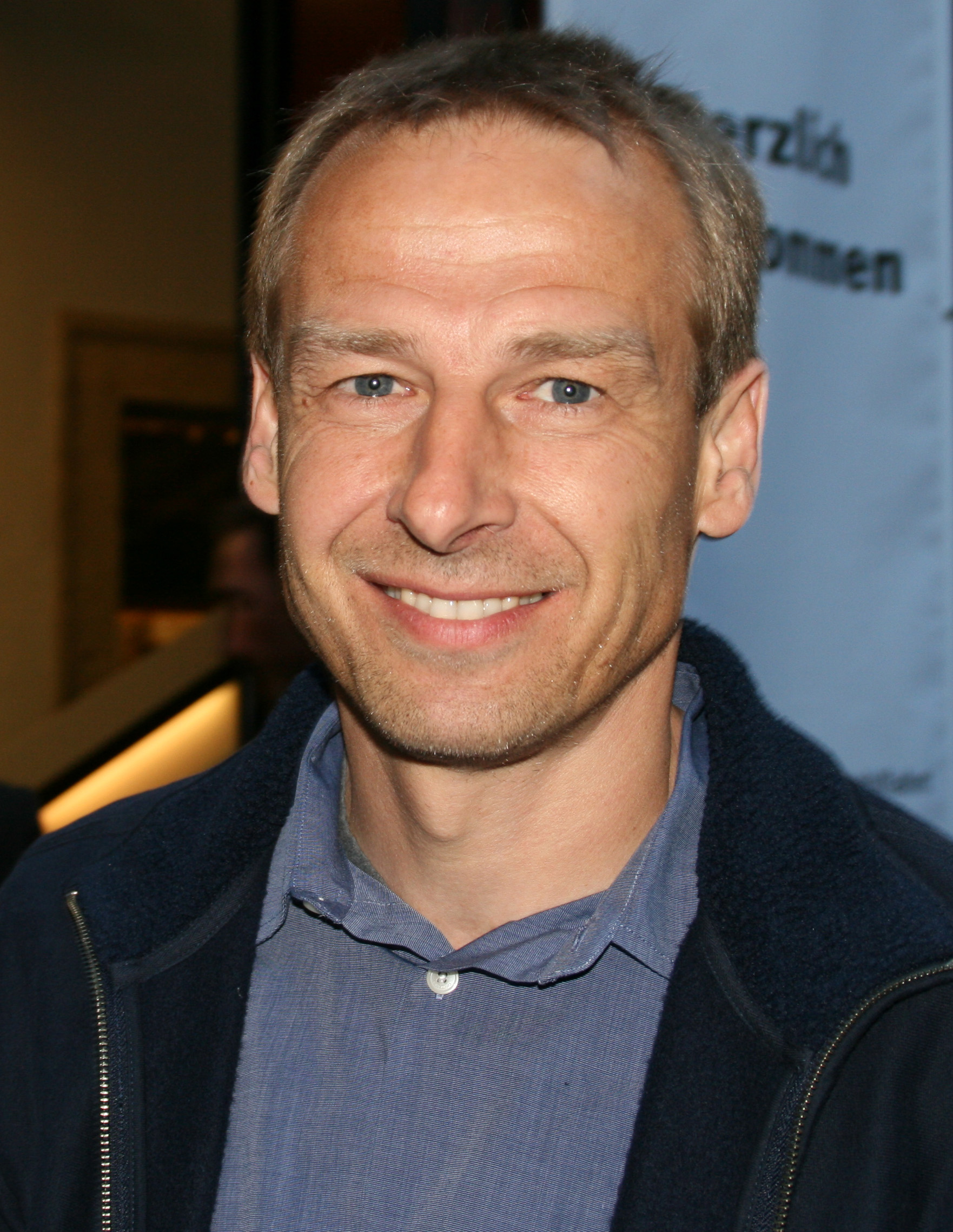
Jürgen Klinsmann (* 1964)

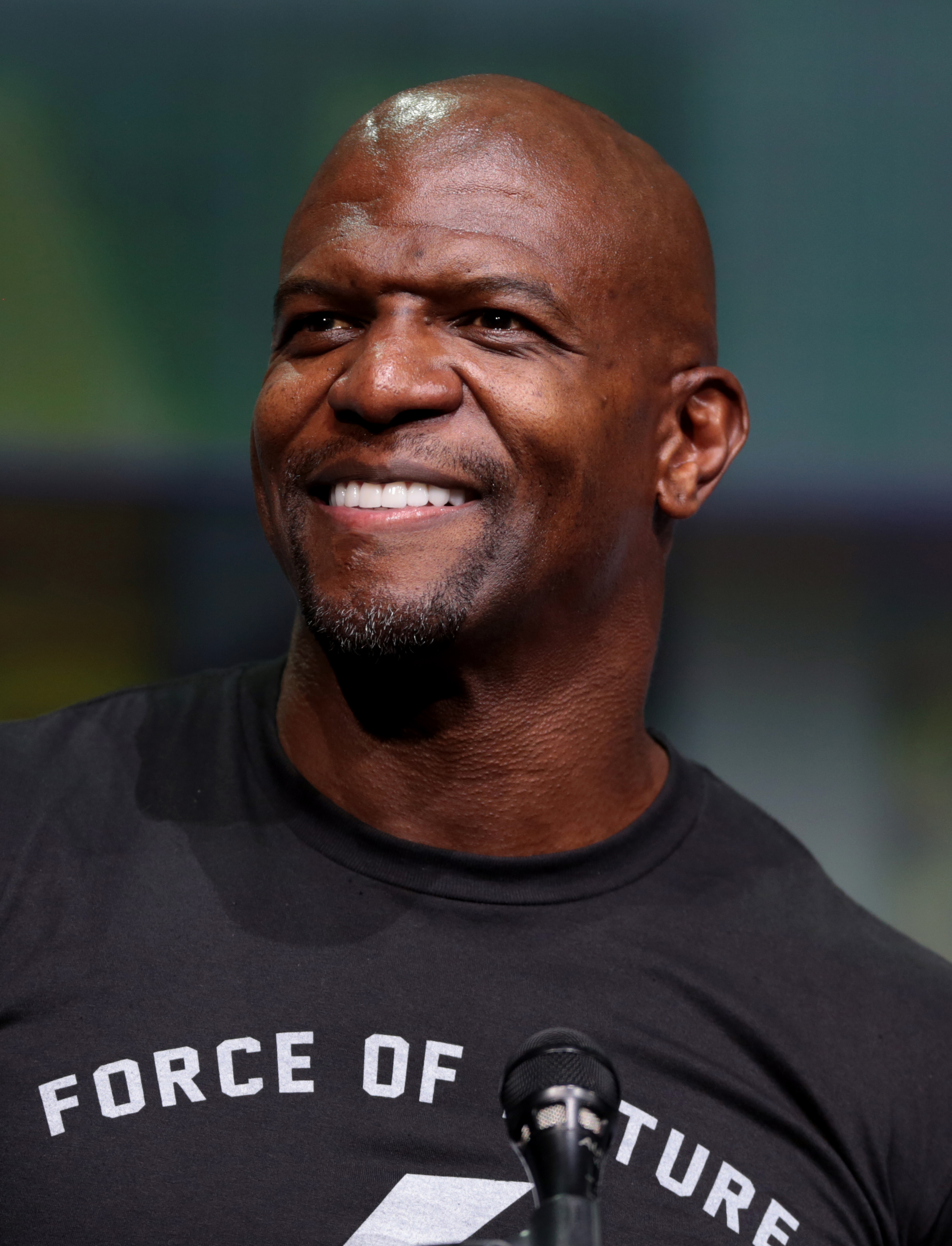
Terry Crews (* 1968)

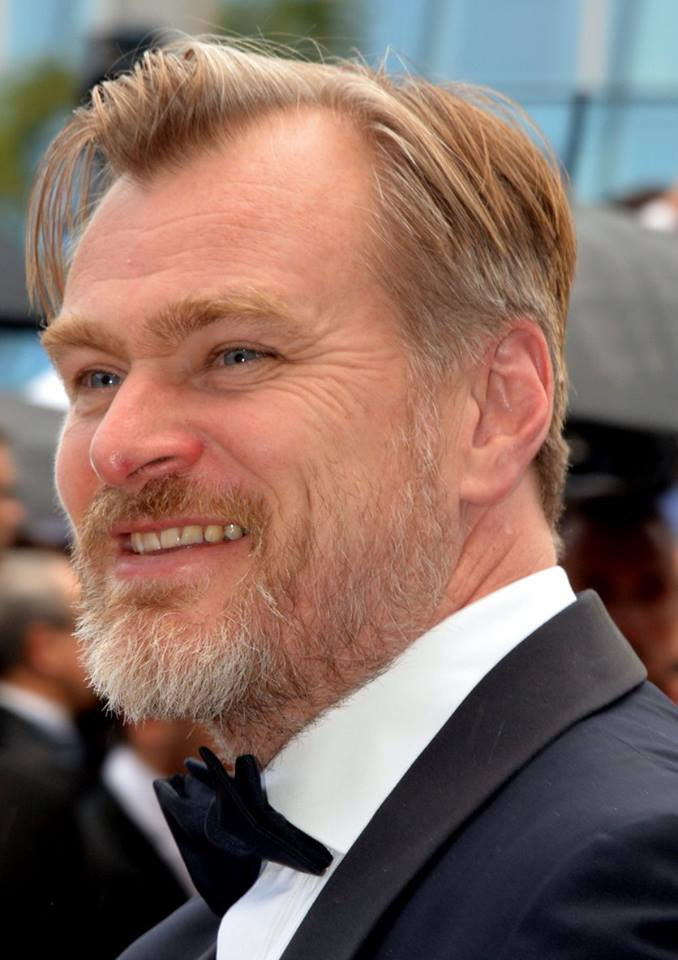
Christopher Nolan (* 1970)

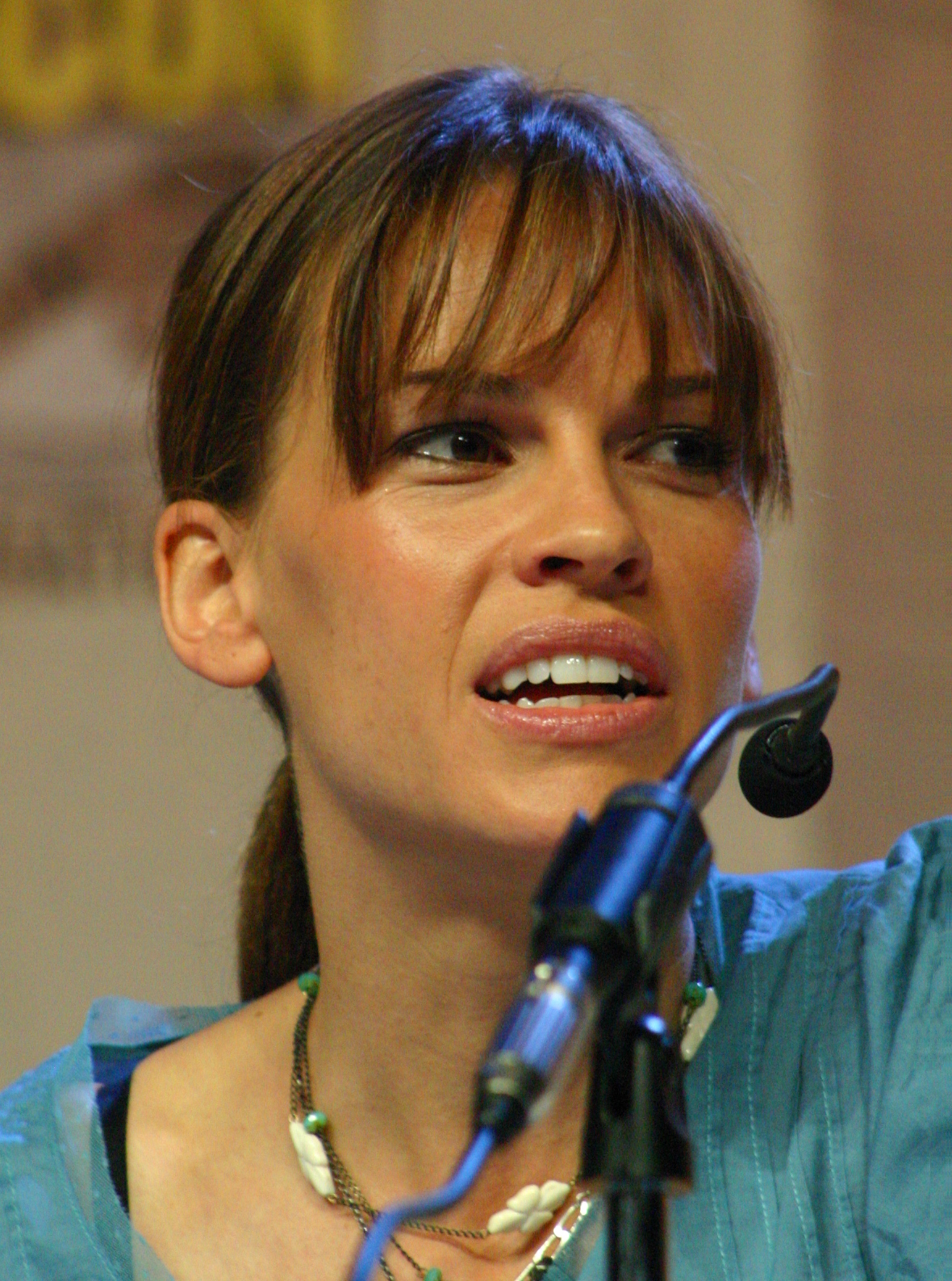
Hilary Swanková (* 1974)

- 1470 – Chung-č’, čínský císař († 8. června 1505)
- 1511 – Giorgio Vasari, italský architekt, dvorní malíř Medicejských, životopisec florentských umělců († 1574)
- 1531 – Johannes Sambucus, slovenský básník, lékař a polyhistor († 13. června 1584)
- 1549 – Ferdinand I. Medicejský, toskánský velkovévoda († 17. února 1609)
- 1569 – Karel I. z Lichtenštejna, zakladatel knížecího rodu Lichtenštejnů († 12. února 1627)
- 1601 – Anna Eleonora Hesensko-Darmstadtská, brunšvicko-lüneburská vévodkyně († 6. května 1659)
- 1685 – Dominikus Zimmermann, bavorský štukatér a architekt († 16. listopadu 1766)
- 1751 – Maria Anna Mozartová, sestra Wolfganga Amadea Mozarta († 29. října 1829)
- 1810 – Leonhard von Blumenthal, pruský polní maršál († 22. prosince 1900)
- 1818 – Emily Brontëová, anglická spisovatelka († 19. prosince 1848)
- 1828 – Paul Gachet, francouzský lékař a amatérský malíř († 9. ledna 1909)
- 1833 – Karel Ludvík Rakousko-Uherský, rakouský arcivévoda, mladší bratr rakouského císaře Františka Josefa I. a mexického císaře Maxmiliána I. Habsburského († 19. května 1896)
- 1838 – Jan Matejko, polský malíř († 1. listopadu 1893)
- 1856 – Mediha Sultan, osmanská princezna a dcera sultána Abdulmecida I. († 7. listopadu 1928)
- 1857 – Thorstein Veblen, americký ekonom a sociolog († 1929)
- 1862 – Nikolaj Judenič, ruský carský generál († 5. října 1933)
- 1863 – Henry Ford, americký tvůrce automobilů († 1947)
- 1868 – Alfred Weber, německý ekonom, sociolog a filosof († 2. května 1958)
- 1872 – Klementina Belgická, dcera belgického krále Leopolda II. († 8. března 1955)
- 1877 – Patrick Brennan, kanadský hráč lakrosu († květen 1961)
- 1880 – Wiktor Potrzebski, polní kaplan ve varšavském povstání († 4. září 1944)
- 1881 – Smedley Butler, americký vojevůdce († 1940)
- 1884 – Georges Duhamel, francouzský spisovatel a konzervativní myslitel († 13. dubna 1966)
- 1890 – Marie Staszewska, polská katolická řeholnice, mučednice, blahoslavená († 27. července 1943)
- 1898
  - Friedl Dicker-Brandeisová, rakouská a československá výtvarnice a pedagožka († 9. října 1944)
  - Henry Moore, anglický sochař a kreslíř († 1986)
- 1907
  - Roman Šuchevyč, vůdčí osobnost Organizace ukrajinských nacionalistů († 5. dubna 1950)
  - Roman Ruděnko, generální prokurátor SSSR († 23. ledna 1981)
- 1909 – Cyril Northcote Parkinson, britský důstojník, historik a spisovatel († 9. března 1993)
- 1910 – Edgar de Evia, americký fotograf († 10. února 2003)
- 1912 – Viliam Žingor, hrdina Slovenského národního povstání († 18. prosince 1950)
- 1914
  - Ken Bell, kanadský fotograf († 26. června 2000)
  - Lord Killanin, irský novinář a sportovní funkcionář, šestý předseda Mezinárodního olympijského výboru († 1999)
- 1922 – Miron Białoszewski, polský básník, prozaik a dramatik († 1983)
- 1927 – Jocelyn Hay, velšská novinářka († 21. ledna 2014)
- 1928 – Benjamin Telem, velitel Izraelského vojenského námořnictva († 16. června 2008)
- 1932 – Micha'el Bruno, izraelský ekonom a guvernér izraelské centrální banky († 25. prosince 1996)
- 1933 – Gerda Kraanová, nizozemská atletka, běžkyně
- 1935 – Enrico Intra, italský jazzový klavírista a skladatel
- 1936
  - Buddy Guy, americký bluesový kytarista a zpěvák
  - Maria del Pilar, vévodkyně z Badajozu, španělská infantka († 8. ledna 2020)
- 1937 – James Spaulding, americký saxofonista
- 1938
  - Vjačeslav Ivanov, sovětský skifař, zlatá medaile na OH († 5. srpna 2024)
  - Bernd Rabehl, německý sociolog a politolog
- 1940
  - Big Jack Johnson, americký bluesový kytarista a zpěvák
  - Clive Sinclair, britský podnikatel, otec počítačů Sinclair ZX Spectrum († 16. září 2021)
- 1941 – Paul Anka, americký zpěvák, textař a herec
- 1943
  - Giovanni Goria, premiér Itálie († 21. května 1994)
  - Giuseppe Versaldi, italský kardinál
- 1945
  - Patrick Modiano, francouzský spisovatel, nositel Nobelovy ceny za literaturu
  - David Sanborn, americký saxofonista
- 1946 – Jeffrey Hammond, baskytarista rockové skupiny Jethro Tull
- 1947
  - Françoise Barré-Sinoussi, objevitelka viru HIV způsobujícího AIDS, Nobelova cena za fyziologii a medicínu 2008
  - Arnold Schwarzenegger, rakousko-americký sportovec, herec a republikánský politik
- 1948
  - Jean Reno, francouzský herec
  - Otis Taylor, americký bluesový hudebník
- 1950 – Vincenz Lichtenstein, rakouský politik († 14. ledna 2008)
- 1953
  - Philip Davis, anglický herec a režisér
  - Alexandr Balandin, sovětský kosmonaut
- 1956 – Daniela Kapitáňová, slovenská spisovatelka, publicistka a divadelní režisérka
- 1957
  - Michael Burks, americký zpěvák a kytarista († 6. května 2012)
  - Nery Pumpido, bývalý argentinský fotbalista
- 1958
  - Kate Bushová, britská zpěvačka
  - Daley Thompson, britský dvojnásobný olympijský vítěz v desetiboji
  - Richard Burgi, americký herec
- 1959 – Petra Felkeová, německá olympijská vítězka v hodu oštěpem
- 1961 – Laurence Fishburne, americký herec
- 1962 – Vladimir Děžurov, ruský kosmonaut
- 1963 – Lisa Kudrow, americká herečka
- 1964
  - Jürgen Klinsmann, německý fotbalový trenér a bývalý hráč
  - Vivica A. Fox, americká herečka, producentka a televizní moderátorka
- 1966 Veronika Wallingerová, rakouská sjezdařka
- 1968
  - Terry Crews, americký herec a bývalý hráč amerického fotbalu
  - Robert Korzeniowski, polský atlet
  - Sean Moore, britský hudebník (Manic Street Preachers)
- 1969 – Simon Baker, australský herec
- 1970 – Christopher Nolan, britský režisér
- 1973
  - Andrea Gaudenzi, italský tenista
  - Markus Näslund, švédsky hokejista
- 1974
  - Jason Robinson, anglický ragbista
  - Hilary Swank, americká herečka a producentka
- 1977
  - Tathiana Garbinová, italská tenistka
  - Ian Watkins, velšský zpěvák
- 1979 – Diva Zappa, americká podnikatelka, herečka a hudebnice
- 1980
  - April Bowlby, americká herečka
  - Roberto Cammarelle, italský boxer
- 1981 – Nicky Hayden, americký motocyklový závodník († 22. května 2017)
- 1982 – Yvonne Strahovski, australská herečka
- 1983 – Mariano Andújar, argentinský fotbalový brankář a reprezentant
- 1984 – Gina Rodriguez, americká herečka
- 1986 – Arthur Abele, německý atlet, vícebojař
- 1989 – Corinna Dentoniová, italská tenistka
- 1991 – Iryna Leščanková, běloruská biatlonistka
- 1992
  - Fabiano Caruana, americko-italský šachista
  - Matteo Badilatti, švýcarský silniční cyklista
  - Christopher Grotheer, německý skeletonista
- 1993
  - André Gomes, portugalský fotbalista
  - Alessandro Hämmerle, rakouský snowboardista
- 1994 – Katharina Posch, rakouská sportovní lezkyně
- 1996 – Nina Stojanovićová, srbská tenistka
- 1997 – Finneas O'Connell, americký zpěvák, hudební skladatel a hudební producent, Marcos Kremer argentinský ragbista

## Úmrtí
Viz též Kategorie:Úmrtí 30. července — automatický abecedně řazený seznam.

### Česko

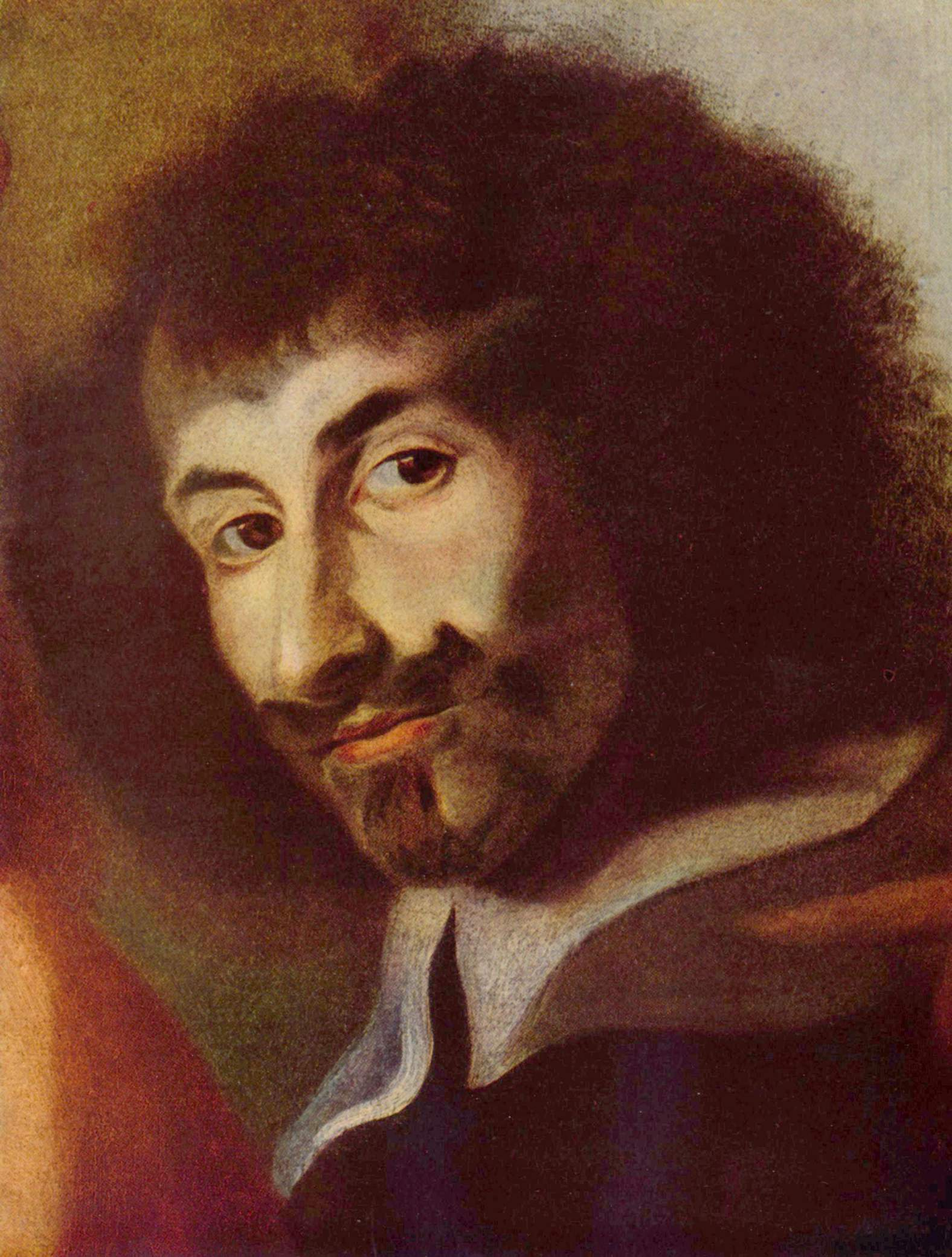
Karel Škréta († 1674)

- 1358 – Mikuláš Lucemburský, patriarcha akvilejský (* 1321/2)
- 1674 – Karel Škréta, barokní malíř (* 1610)
- 1880 – Ferdinand Stamm, spisovatel, novinář a politik německé národnosti (* 11. května 1813)
- 1935 – Eduard Kavan, československý politik (* 13. října 1875)
- 1953 – Ludvík Pelíšek, hudební skladatel (* 12. července 1910)
- 1955 – Jan Vraštil, církevní historik, kanovník litoměřické kapituly (* 8. května 1891)
- 1979 – Josef Borůvka, ministr zemědělství a výživy (* 18. prosince 1911)
- 1980
  - Jakub Flor, myslivecký spisovatel, lesník (* 2. listopadu 1895)
  - Bohuslav Slánský, malíř a restaurátor (* 26. ledna 1900)
- 1982 – Jan Sládek, malíř, ilustrátor, grafik, typograf, scénograf (* 5. února 1906)
- 1985 – Milada Petříková-Pavlíková, první česká architektka (* 22. srpna 1895)
- 1986
  - Vladimír Hrubý, herec (* 20. března 1924)
  - Jenda Korda, trampský zpěvák a skladatel (* 22. ledna 1904)
  - Zdeněk Půček, ministr hutnictví a těžkého průmyslu ČSSR (* 16. října 1924)
- 1991 – Jiří Strniště, dirigent a hudební skladatel (* 24. dubna 1914)
- 1997 – Vladimír Thiele, básník a spisovatel (* 14. února 1921)
- 2004 – Jan Hanuš, hudební skladatel (* 2. května 1915)
- 2005 – Vladimír Valeš, malíř, scénograf (* 8. dubna 1941)
- 2014 – Gertruda Grubrová-Goepfertová, malířka, grafička, básnířka a spisovatelka (* 16. dubna 1924)
- 2015 – Ludmila Dvořáková, operní pěvkyně – sopranistka (* 11. července 1923)

### Svět

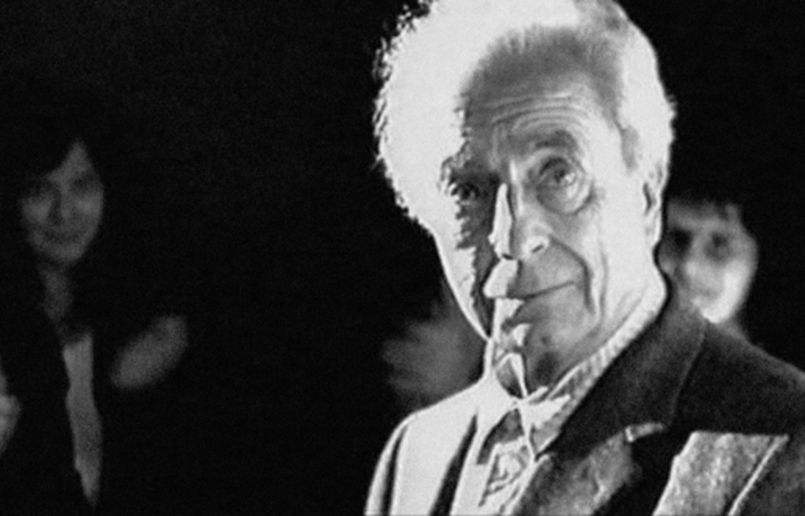
Michelangelo Antonioni († 2007)

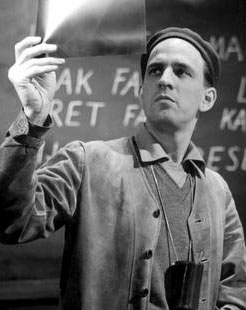
Ingmar Bergman († 2007)

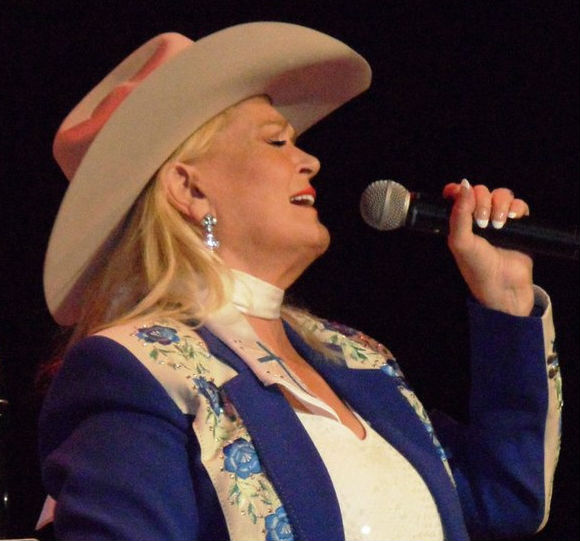
Lynn Anderson († 2015)

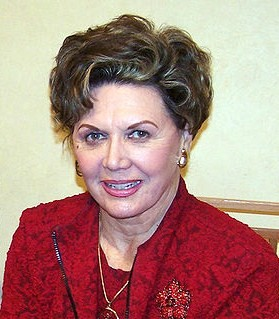
Ája Vrzáňová († 2015)

- 0579 – Benedikt I., papež (* ?)
- 1093 – Berta Holandská, francouzská královna (* 1058)
- 1358 – Mikuláš Lucemburský, patriarcha akvilejský (* 1322)
- 1526 – Garcia Jofre de Loaisa, španělský mořeplavec (* 1485)
- 1575 – Giovanni Battista Aostalli de Sala, italský architekt (* 1510)
- 1632 – Karel Španělský, španělský infant (* 15. září 1607)
- 1683 – Marie Tereza Habsburská, španělská infantka, francouzská královna jako manželka Ludvíka XIV. (* 1638)
- 1718 – William Penn, kvakerský vůdce, bojovník za svobodu vyznání a zakladatel Pensylvánie (* 1644)
- 1741 – Wirich Daun, rakouský císařský polní maršál (* 19. října 1669)
- 1768 – Giorgio Baffo, benátský básník a senátor (* 11. srpna 1694)
- 1771 – Thomas Gray, anglický básník, vědec a profesor historie na univerzitě v Cambridgi (* 1716)
- 1804 – Carlo Allioni, italský lékař a botanik (* 23. září 1728)
- 1811 – Miguel Hidalgo y Costilla, kněz, vůdce mexické války za nezávislost (* 8. května 1753)
- 1842 – Josef Václav z Lichtenštejna, rakouský duchovní a generál (* 21. srpna 1767)
- 1870 – Aasmund Olavsson Vinje, norský básník a novinář (* 6. dubna 1818)
- 1884 – Gustave Le Gray, francouzský fotograf (* 30. srpna 1820)
- 1894 – Walter Pater, anglický esejista, literární a výtvarný kritik (* 4. srpna 1839)
- 1898 – Otto von Bismarck, německý kancléř (* 1815)
- 1899 – Adléta ze Schaumburg-Lippe, dánská šlechtična (* 9. března 1821)
- 1900 – Alfréd Sasko-Kobursko-Gothajský, člen britské královské rodiny (* 6. srpna 1844)
- 1912 – Meidži, 122. japonský císař (* 3. listopadu 1852)
- 1924 – Jacob Israël de Haan, nizozemský spisovatel (* 31. prosince 1881)
- 1938 – Alexander Eig, izraelský botanik (* ? 1894)
- 1944 – Nikolaj Nikolajevič Polikarpov, sovětský letecký konstruktér (* 8. června 1892)
- 1946 – Nikolaj Morozov, ruský revolucionář (* 7. července 1854)
- 1951 – Max Horton, britský admirál, velitel Britů v bitvě o Atlantik (* 29. listopadu 1883)
- 1953 – Ea von Allesch, rakouská novinářka a spisovatelka (* 11. května 1875)
- 1960 – Rudolf Jašík, slovenský prozaik, básník a publicista (* 2. prosince 1919)
- 1961 – Domenico Tardini, italský kardinál a státní sekretář Vatikánu (* 29. února 1888)
- 1970 – Maud Lewis, kanadská lidová umělkyně (* 7. března 1903)
- 1975 – James Blish, americký spisovatel (* 23. května 1921)
- 1976 – Rudolf Bultmann, německý luterský teolog a biblista (* 20. srpna 1884)
- 1978 – Umberto Nobile, italský generál, vzduchoplavec, konstruktér a objevitel (* 1885)
- 1993 – Edward Bernard Raczyński, polský prezident v exilu (* 19. prosince 1891)
- 1995 – Magda Schneiderová, rakousko-německá herečka, matka herečky Romy Schneiderové (* 1909)
- 1996 – Claudette Colbertová, francouzsko-americká herečka (* 13. září 1903)
- 1998 – Laila Schou Nilsenová, norská lyžařka a rychlobruslařka, olympijská vítězka (* 18. března 1919)
- 2003 – Sam Phillips, americký hudební producent, zakladatel společnosti Sun Records (* 1923)
- 2005
  - Rudolf Tajcnár, slovenský hokejista, československý reprezentant (* 17. dubna 1948)
  - Lucky Thompson, americký saxofonista (* 16. června 1924)
- 2006 – Murray Bookchin, americký filozof a politický aktivista (* 14. ledna 1921)
- 2007
  - Ingmar Bergman, švédský režisér (* 14. července 1918)
  - Michelangelo Antonioni, italský filmový režisér (* 1912)
- 2012 – Maeve Binchyová, irská spisovatelka (* 28. května 1939)
- 2014 – Dick Wagner, americký kytarista a zpěvák (* 14. prosince 1942)
- 2015
  - Lynn Andersonová, americká zpěvačka (* 26. září 1947)
  - Jana Grygarová, česká novinářka (* 3. února 1983)
  - Ája Vrzáňová, americká krasobruslařka a podnikatelka českého původu (* 16. května 1931)
- 2022 – Nichelle Nicholsová, americká zpěvačka a herečka (* 28. prosince 1932)
- 2023
  - David Albahari, srbsko-kanadský spisovatel (* 15. března 1948)
  - Paul Reubens, americký herec, scenárista, producent a komik (* 27. srpna 1952)

## Svátky

### Česko
- Bořivoj, Bořislava
- Robena
- Vilmar

### Svět
- Mezinárodní den přátelství – vyhlášený OSN v r. 2011
- Světový den proti obchodování s lidmi

| 30. červenec v pražském KlementinuÚdaje jsou platné k 8. 7. 2025. | 30. červenec v pražském KlementinuÚdaje jsou platné k 8. 7. 2025. | 30. červenec v pražském KlementinuÚdaje jsou platné k 8. 7. 2025. |
| minimum                                                           | denní průměr                                                      | maximum                                                           |
| ----------------------------------------------------------------- | ----------------------------------------------------------------- | ----------------------------------------------------------------- |
| 9,4 °C (1841)                                                     | 20,7 °C (od 1961)                                                 | 35,6 °C (1994)                                                    |